# Rivière-à-Claude
Rivière-à-Claude är en kommun i provinsen Québec i Kanada. Den ligger i regionen Gaspésie–Îles-de-la-Madeleine, i den östra delen av landet, 800 km nordost om huvudstaden Ottawa.